# Stein Ove's Beste
Stein Ove's Beste är ett samlingsalbum med Stein Ove Berg, utgivet 1981 som LP av skivbolaget Talent Produksjon A/S.

## Låtlista
Sida 1
1. "La meg dra dit igjen" (från Vei-viser)
2. "Mandag' morra blues" (från Kommer nå)
3. "Kommer nå" (från Kommer nå)
4. "Køntrimusikk" (från Når dagen kommer)
5. "Hvor er hu som alltid kokte egget mitt for bløtt" (Arve Torkelsen/Stein Ove Berg, från Egg)
6. "Ikke gråt om det er vinter og det snør" (från Egg)

Sida 2
1. "Rollebytte i oppgang A" (Arve Torkelsen/Stein Ove Berg, från Kommer nå)
2. "Stine Maris vise" (från Vei-viser)
3. "Lillestrøm-calypso" (Arve Torkelsen/Stein Ove Berg, från Egg)
4. "Helén" ("Lucille" av Hal Bynum/Roger Bowling, norsk text: Stein Ove Berg, från Når dagen kommer)
5. "Gamleveien" (Finn Berg/Stein Ove Berg, från Når dagen kommer)
6. "Den siste visa" (från Vei-viser)